# Temporada 1959 de las Grandes Ligas de Béisbol
La Temporada 1959 de las Grandes Ligas de Béisbol vio a Los Angeles Dodgers, libre de la pelea producida por su movimiento desde Brooklyn la temporada anterior, recuperarse para ganar el banderín de la Liga Nacional después de dos playoffs contra los Milwaukee Braves, quienes se habían mudado de Boston en 1953. Se vio interrumpida una dinastía de los Yankees que dominó la Liga Americana entre 1949 y 1964.
La temporada finalizó cuando Los Angeles Dodgers derrotaron en la Serie Mundial a Chicago White Sox, que no había jugado en el "Clásico de Otoño" desde 1919, en seis juegos.

## Premios y honores
- MVP
  - Nellie Fox, Chicago White Sox (AL)
  - Ernie Banks, Chicago Cubs (NL)
- Premio Cy Young
  - Early Wynn, Chicago White Sox (AL)
- Novato del año
  - Bob Allison, Washington Senators (AL)
  - Willie McCovey, San Francisco Giants (NL)

## Temporada Regular
| Liga Americana        | Liga Americana | Liga Americana | Liga Americana | Liga Americana | Liga Americana | Liga Americana |
| Equipo                | V              | D              | CTE            | JD             | LOCAL          | VISITA         |
| --------------------- | -------------- | -------------- | -------------- | -------------- | -------------- | -------------- |
| Chicago White Sox     | 94             | 60             | .610           | -              | 47-30          | 47-30          |
| Cleveland Indians     | 89             | 65             | .578           | 5              | 43-34          | 46-31          |
| New York Yankees      | 79             | 75             | .513           | 15             | 40-37          | 39-38          |
| Detroit Tigers        | 76             | 78             | .494           | 18             | 41-36          | 35-42          |
| Boston Red Sox        | 75             | 79             | .487           | 19             | 43-34          | 32-45          |
| Baltimore Orioles     | 74             | 80             | .481           | 20             | 38-39          | 36-41          |
| Kansas City Athletics | 66             | 88             | .429           | 28             | 37-40          | 29-48          |
| Washington Senators   | 63             | 91             | .409           | 31             | 34-43          | 29-48          |

| Liga Nacional         | Liga Nacional | Liga Nacional | Liga Nacional | Liga Nacional | Liga Nacional | Liga Nacional | Liga Nacional |
| Equipo                | V             | D             | CTE           | JD            | LOCAL         | VISITA        |               |
| --------------------- | ------------- | ------------- | ------------- | ------------- | ------------- | ------------- | ------------- |
| Los Angeles Dodgers   | 88            | 68            | .564          | -             | 46-32         | 42-36         |               |
| Milwaukee Braves      | 86            | 70            | .551          | 2             | 49-29         | 37-41         |               |
| San Francisco Giants  | 83            | 71            | .539          | 4             | 42-35         | 41-36         |               |
| Pittsburgh Pirates    | 78            | 76            | .506          | 9             | 47-30         | 31-46         |               |
| Chicago Cubs          | 74            | 80            | .481          | 13            | 38-39         | 36-41         |               |
| Cincinnati Redlegs    | 74            | 80            | .481          | 13            | 43-34         | 31-46         |               |
| St. Louis Cardinals   | 71            | 83            | .461          | 16            | 42-35         | 29-48         |               |
| Philadelphia Phillies | 64            | 90            | .416          | 23            | 37-40         | 27-50         |               |

## Postemporada
NL Los Angeles Dodgers (4) vs. AL Chicago White Sox (2)
|                                            |
| Campeón Los Angeles Dodgers Segundo Título |

## Líderes de la liga

### Liga Americana
Líderes de Bateo 
| Categoría           | Jugador                         | Equipo  | Marca |
| ------------------- | ------------------------------- | ------- | ----- |
| Porcentaje de bateo | Harvey Kuenn                    | DET     | .353  |
| Cuadrangulares      | Harmon Killebrew Rocky Colavito | WSA CLE | 42    |
| Carreras Impulsadas | Jackie Jensen                   | BOS     | 112   |
| Carreras Anotadas   | Eddie Yost                      | DET     | 115   |
| Hits                | Harvey Kuenn                    | DET     | 198   |
| Robo de Bases       | Luis Aparicio                   | CHW     | 56    |

Líderes de Pitcheo 
| Categoría         | Jugador                | Equipo | Marca |
| ----------------- | ---------------------- | ------ | ----- |
| Victorias         | Early Wynn             | CHW    | 22    |
| Derrotas          | Pedro Ramos            | WSA    | 19    |
| ERA               | Hoyt Wilhelm           | BAL    | 2.19  |
| Ponches           | Jim Bunning            | DET    | 201   |
| Entradas Lanzadas | Early Wynn             | CHW    | 255.2 |
| Juegos salvados   | Turk Lown Gerry Staley | CHW    | 15    |

### Liga Nacional
Líderes de Bateo 
| Categoría           | Jugador       | Equipo | Marca |
| ------------------- | ------------- | ------ | ----- |
| Porcentaje de bateo | Hank Aaron    | MLN    | .355  |
| Cuadrangulares      | Eddie Mathews | MLN    | 46    |
| Carreras Impulsadas | Ernie Banks   | CHC    | 143   |
| Carreras Anotadas   | Vada Pinson   | CIN    | 131   |
| Hits                | Hank Aaron    | MLN    | 223   |
| Robo de Bases       | Willy Mays    | SFG    | 46    |

Líderes de Pitcheo 
| Categoría         | Jugador                             | Equipo  | Marca |
| ----------------- | ----------------------------------- | ------- | ----- |
| Victorias         | Lew Burdette Warren Spahn Sam Jones | MLN SFG | 21    |
| Derrotas          | Bob Friend                          | PIT     | 19    |
| ERA               | Sam Jones                           | SFG     | 2.83  |
| Ponches           | Don Drysdale                        | LAD     | 242   |
| Entradas Lanzadas | Warren Spahn                        | MLN     | 292   |
| Juegos salvados   | Lindy McDaniel                      | STL     | 16    |